# 위오한나 이드하
위오한나 이드하(Yohanna Idha, 1978년 5월 6일 ~ )는 스웨덴의 배우이다.

## 출연 작품
- 아포칼립스: 죽은 자의 주문 (2019)